# Tullgrenella sciosciae
Espèce
Tullgrenella sciosciae est une espèce d'araignées aranéomorphes de la famille des Salticidae.

## Distribution
Cette espèce est endémique du Rio Grande do Sul au Brésil,. Elle se rencontre vers Cambará do Sul et São Francisco de Paula.

## Description
Le mâle holotype mesure 4,75 mm et la femelle paratype 6,08 mm.

## Systématique et taxinomie
Cette espèce a été décrite par Marta et Bustamante en 2024.

## Étymologie
Cette espèce est nommée en l'honneur de Cristina Luisa Scioscia.

## Publication originale
- Marta, Bustamante, Hagopián, Teixeira, Brescovit, Valiati & Rodrigues, 2024 : « Taxonomic revision of the jumping spider genus Tullgrenella Mello-Leitão, 1941 (Araneae: Salticidae: Freyina). » Zootaxa, no 5411(1), p. 1-71.